# Chimarra persimilis
Chimarra persimilis är en nattsländeart som beskrevs av Banks 1920. Chimarra persimilis ingår i släktet Chimarra och familjen stengömmenattsländor. Inga underarter finns listade i Catalogue of Life.